# Máirtín Ó Cadhain
Máirtín Ó Cadhain ([ˈmɑːrtʲiːnʲ oː ˈkainʲ]; 1906 – 18. října 1970) byl irský irsky píšící prozaik, průkopník modernismu v irskojazyčné literatuře. Jeho nejznámější dílo je román Hřbitovní hlína (Cré na Cille, 1949), významný je také jako tvůrce povídek. Politicky byl nacionalistou, antiklerikálem a socialistou. Byl členem a rekrutérem Irské republikánské armády.